# عاصوص (المهرة)

تعديل مصدري - تعديل

عاصوص هي إحدى قرى عزلة جاذب بمديرية حوف التابعة لمحافظة المهرة، بلغ تعداد سكانها 57 نسمة حسب تعداد اليمن لعام 2004.